# Boeing 747-8
Il Boeing 747-8 è un aereo di linea a fusoliera larga sviluppato dalla Boeing. Ufficialmente annunciato nel 2005, il 747-8 è la terza generazione del Boeing 747, questa versione infatti vanta di un'ala riprogettata, una fusoliera allungata e una maggiore efficienza. Il 747-8, la più grande versione del 747, è l'aereo commerciale più grande mai costruito negli Stati Uniti e l'aereo passeggeri più lungo al mondo tra quelli in servizio. Tuttavia, in termini di dimensioni generali, ha un'apertura alare minore dell'Airbus A380.
Il 747-8 presenta due principali varianti: il 747-8 Intercontinental (747-8I) adoperato per il trasporto passeggeri e il 747-8 Freighter (747-8F) adoperato per le operazioni cargo. Il 747-8F ha effettuato il suo volo inaugurale l'8 febbraio 2010, seguito dal 747-8I il 20 marzo 2011. Le consegne del primo aereo cargo sono avvenute ad ottobre 2011, mentre le consegne per la variante passeggeri sono iniziate nel 2012. A dicembre 2018 gli ordini per il 747-8 sono pari a 154, 107 per la versione cargo e 47 per la versione passeggeri.

## Storia del progetto

### Antefatto
Durante gli anni '90 e 2000 la Boeing prese molte volte in considerazione l'idea di sviluppare una versione del 747 con maggiori capacità. Da questa idea nacquero i 747-500X e 747-600X che vennero annunciati nel 1996 al Farnborough Airshow. I due aerei avrebbero dovuto avere una fusoliera allungata e delle ali derivate dal 777, ma non ottennero abbastanza interesse per avviare lo sviluppo del progetto. Nel 2000 la Boeing presentò il 747X ed i suoi derivati come alternativa all'Airbus A3XX (A380). Era una proposta più modesta rispetto ai precedenti 747-500X e 747-600X. Il 747X avrebbe aumentato la larghezza alare del 747 a 69,8 m (229 ft) aggiungendo un segmento alla radice. Il 747X poteva portare 430 passeggeri per più di 16 100 km (8 700 nmi). La grandezza del 747X sarebbe dovuta essere estesa a 80,2 m (263 ft) in lunghezza permettendogli di portare 500 passeggeri per più di 14 400 km (7 800 nmi). Tuttavia, la famiglia 747X non fu in grado di attrarre sufficiente interesse da entrare in produzione. Alcune delle idee sviluppate per il 747X vennero usate sul 747-400ER.
Lo stabilimento Boeing di Everett presso l'aeroporto Paine Field, originariamente costruito per il programma 747, è diventato poi il sito di produzione del 747-8.
Dopo il programma del 747X, la Boeing continuò comunque gli studi per migliorare il 747. Il 747-400XQLR (Quiet Long Range) aveva lo scopo di aumentare il raggio a 14 780 km (7 980 nmi), con una maggiore efficienza del carburante e un minor rumore. Le modifiche studiate includevano alette inclinate simili a quelle utilizzate nel 767-400ER ed una forma del motore a dente di sega progettata per ridurre il rumore.
Sebbene il 747-400XQLR non andò in produzione, molte delle sue caratteristiche vennero utilizzate per il 747 Advanced.
Agli inizi del 2004, la Boeing annunciò i suoi piani sperimentali per il 747 Advanced che sono stati in seguito adottati. Caratterialmente simile al 747X, il 747 Advanced allungato ha adottato la tecnologia del Boeing 787 Dreamliner per modernizzare il design ed i sistemi. Il 14 novembre 2005 la Boeing ha annunciato che il 747 Advanced sarebbe stato lanciato sotto il nome di "Boeing 747-8".

### Difficoltà di progettazione
Il 747-8 è stato progettato per essere il primo 747 allungato ad andare in produzione. Il 747-8 ed il 747SP sono le uniche varianti del 747 con una fusoliera di lunghezza modificata. Il 747-8 era destinato ad utilizzare le stesse tecnologie dei motori e del cockpit del 787, incluso, parzialmente, il sistema fly-by-wire. La Boeing disse che il nuovo progetto sarebbe stato più silenzioso, più economico e più ecologico delle precedenti versioni del 747. Come derivato del già comune 747-400, il 747-8 ha il vantaggio economico di avere parti in comune con la serie 400 e pertanto intercambiabili. La Boeing ha confermato la configurazione del 747-8 Freighter nell'ottobre del 2006.
Il 747-8, come attuale progetto del più grande aereo di linea Boeing, è in diretta competizione, sulle tratte a lungo raggio, con l'Airbus A380, un grande aereo di linea a due piani prodotto dalla Airbus. Per le compagnie aeree in cerca di grandi aerei di linea, i due si sono trovati in competizione in varie occasioni. La Boeing afferma che il 747-8 è il 10% più leggero per posto e consuma l'11% meno carburante per passeggero rispetto all'A380, questo si traduce in un costo del viaggio ridotto del 21% ed una riduzione dei costi posto-chilometro per più del 6%.
La produzione del primo 747-8 è iniziata ad Everett agli inizi di Agosto 2008. Il 14 novembre 2008 la Boeing ha annunciato un ritardo al programma del 747-8, dovuto alla limitata disponibilità di risorse ingegneristiche all'interno della Boeing, alle modifiche progettuali ed al recente sciopero dei lavoratori. Il 21 luglio 2009 la Boeing ha pubblicato una foto del primo aereo cargo, la fusoliera e le ali assemblate.
A febbraio 2009 solo una compagnia aerea (Lufthansa) aveva ordinato la versione passeggeri del 747, e la Boeing annunciò che stava rivalutando il progetto del 747-8. L'amministratore delegato di Boeing, Jim McNerney, dichiarò che la continuazione del progetto non era una conclusione scontata. L'azienda stava così valutando varie opzioni.
Ad ottobre 2009 la Boeing ha annunciato di aver ritardato il primo volo del 747-8 fino al primo trimestre del 2010 e di aver ritardato la consegna del 747-8I. Questo ritardo costò alla compagnia 1 miliardo di dollari. In risposta, Cargolux, cliente di lancio, dichiarò che aveva ancora intenzione di prendere in consegna i 30 cargo che aveva ordinato; la Lufthansa confermò il suo impegno per la versione passeggeri. Il 12 novembre 2009 la Boeing ha annunciato che il primo aereo di Cargolux era stato completamente assemblato e che stava entrando in verniciatura nello stabilimento di Everett. L'aereo sarà sottoposto a test di volo prima della consegna.
Il 4 dicembre 2009 la Korean Air, con un ordine di cinque velivoli, è diventata il secondo cliente per la versione passeggeri. L'8 gennaio 2010 la Guggenheim Aviation Partner (GAP) ha annunciato una riduzione dei suoi 747-8F a due velivoli rispetto all'ordine originale di quattro. A marzo 2011 la Korean Air ha inoltrato un ordine per due 747-8F supplementari.
Il 21 aprile 2010 l'amministratore delegato di Boeing, Jim McNerney, ha annunciato che la compagnia stava accelerando il processo di produzione dei Boeing 747 e 777 per sostenere l'aumento della domanda.

### Prove di volo e certificazione

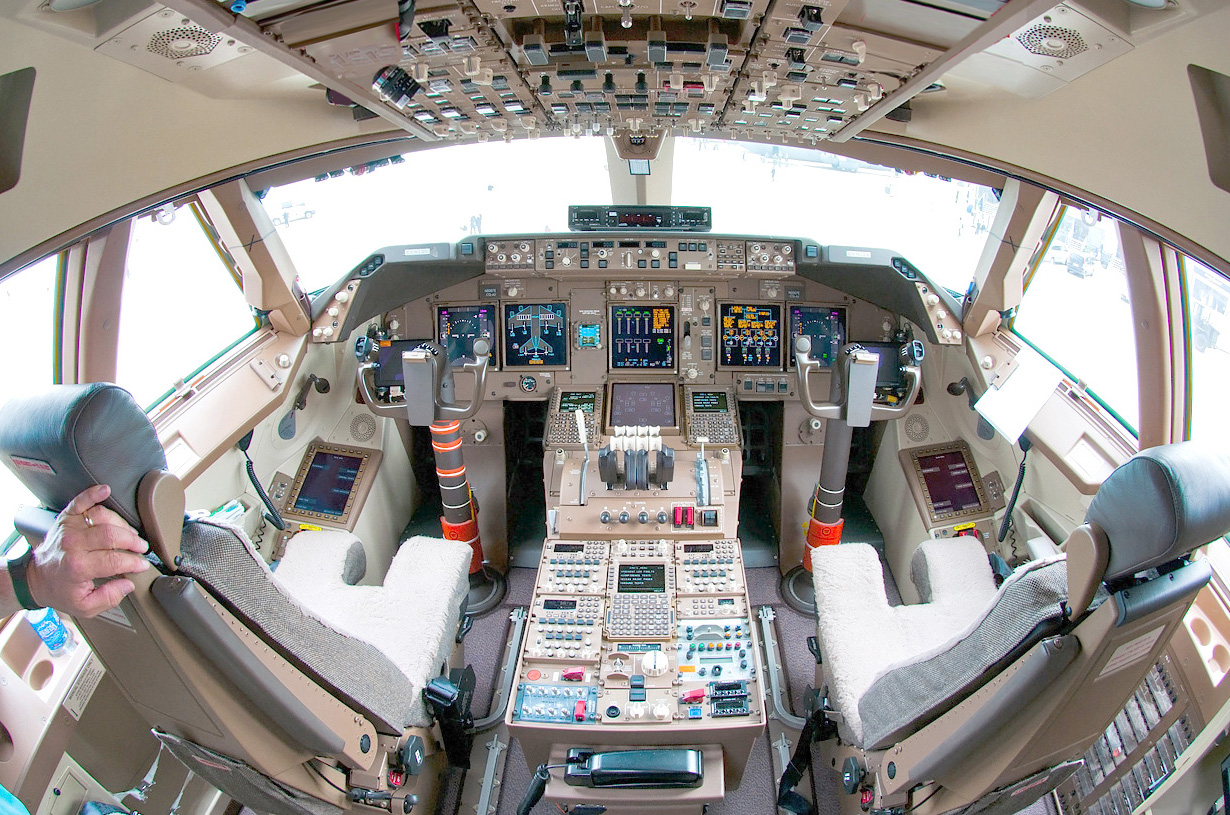
Cabina del Boeing 747-8

Le prime prove sul motore del 747-8 vennero completate nel dicembre 2009. La Boeing annunciò che il nuovo modello aveva completato con successo i test taxi ad alta velocità il 7 febbraio 2010. L'8 febbraio 2010, dopo 2 ore e mezza di ritardo meteo, il 747-8F fece il suo volo inaugurale decollando da Paine Field (Washington) alle 21:30 (ora italiana), e atterrando alle 01:00 (ora italiana). La Boeing stimò che per certificare il 747-8 sarebbero dovuto essere necessarie più di 1 600 ore di volo. Il secondo test di volo, eseguito nel tardo febbraio, serviva a testare i nuovi sistemi di navigazione. Ulteriori prove dovevano avere luogo a Moses Lake per condurre test iniziali sulla navigabilità prima di spostarsi a Palmdale (California) per condurre la maggior parte delle prove di volo così da non interferire con i test del 787 fuori dal Boeing Field a Seattle.
Dall'11 marzo 2010 il 747-8F ha effettuato più di trenta voli per un totale di 33 ore di volo. Il 15 marzo 2010 il secondo 747-8F volò da Paine Field al Boeing Field dove si basò brevemente prima di spostarsi a Palmdale per continuare le prove di volo con il primo 747-8F. Il 17 marzo il terzo 747-8F effettuò il suo primo volo ed entrò a far parte del programma di test. La Boeing pianificò di mostrare il 747-8F al Farnborough Airshow insieme al 787, nonostante mostrare entrambi i velivoli avrebbe influenzato i rimanenti test di volo.

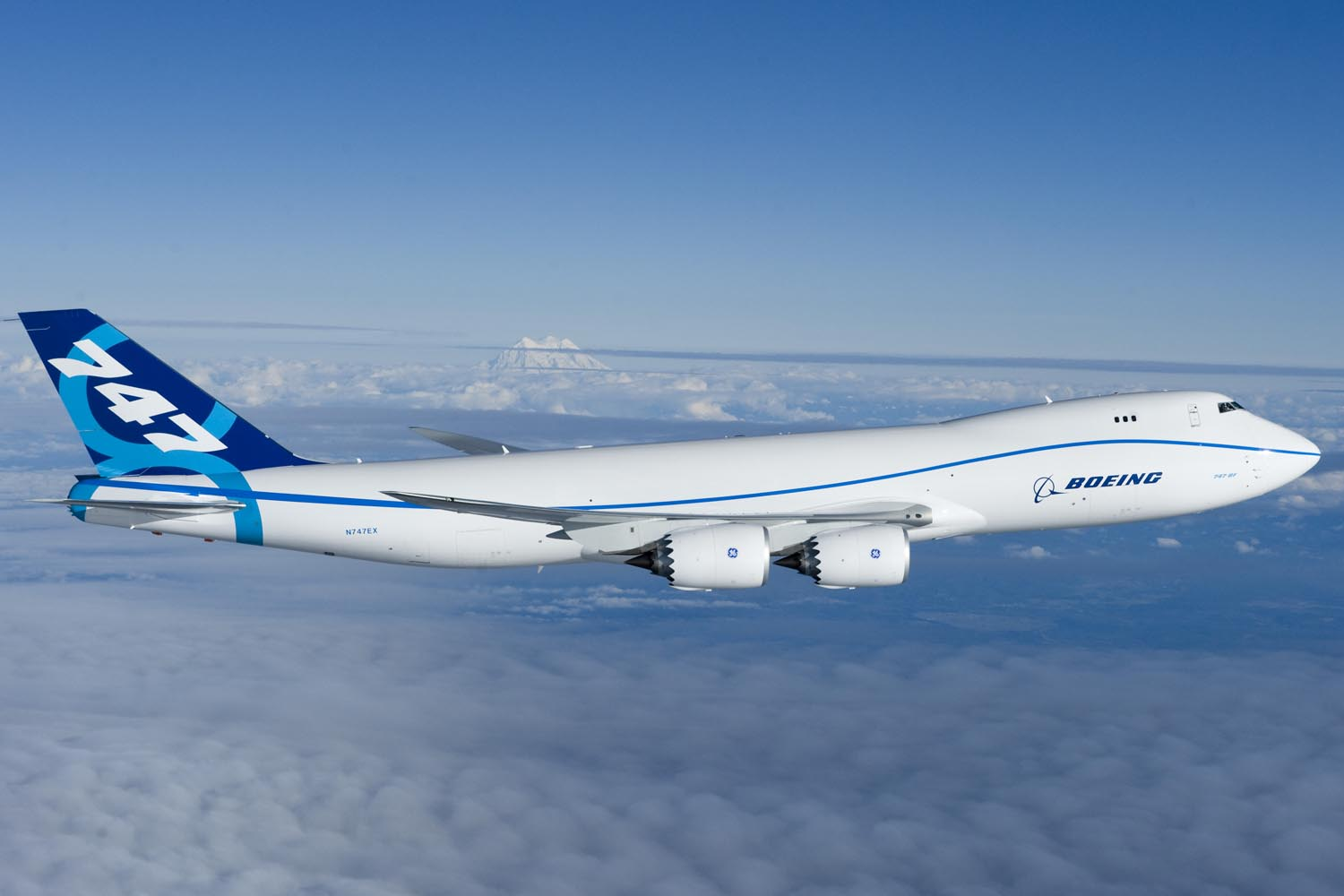
Prototipo di 747-8F durante le prove di volo.

Durante le prove di volo la Boeing scoprì un problema di aerodinamica con l'aereo. Le porte del carrello di atterraggio interferivano con le alette interne creando così delle turbolenze. La Boeing effettuò una valutazione del problema impiegando il terzo prototipo del 747-8F per investigare sul difetto.  La questione venne risolta con una modifica progettuale dei portelloni fuoribordo del carrello d'atterraggio principale. Nel tardo aprile 2010 la Boeing identificò un possibile difetto in un longherone nella parte superiore della fusoliera. Secondo la Boeing il pezzo, fabbricato da un subappaltatore, la Vought Aircraft Industries, era, sotto determinati carichi, suscettibile a rotture. La Boeing dichiarò che il problema non avrebbe inciso sulle prove di volo, ma altre fonti riferirono che il problema avrebbe infierito sull'operatività dell'aeromobile finché non fosse stato completamente riparato. Inoltre vennero riscontrati altri due problemi con l'oscillazione degli alettoni interni e con le vibrazioni strutturali che non vennero risolti. Combinati, questi due problemi, hanno notevolmente rallentato i test di volo e hanno utilizzato quasi tutto il margine di tempo del programma di prove della Boeing.
Il 19 aprile 2010 il secondo prototipo fu spostato da Moses Lake a Palmdale per condurre test sui motori dell'aereo in vista dell'ottemimento del certificato di tipo. Gli altri aerei della flotta dei test vennero programmati per essere spostati a Palmdale durante maggio.[45] Il 3 giugno 2010 fu riportato che un motore del secondo 747-8F fu colpito da un rimorchiatore durante le manovre di terra. La copertura del motore venne danneggiata, ma non si riscontrarono danni sul motore stesso. Dopo le riparazioni l'aereo effettuò test sull'efficienza del carburante. Il 14 giugno 2010 venne annunciato che il 747-8 aveva completato la fase iniziale delle prove di volo di navigabilità e la Federal Aviation Administration diede alla Boeing un tipo ampliato di autorizzazioni di ispezione per l'aereo.

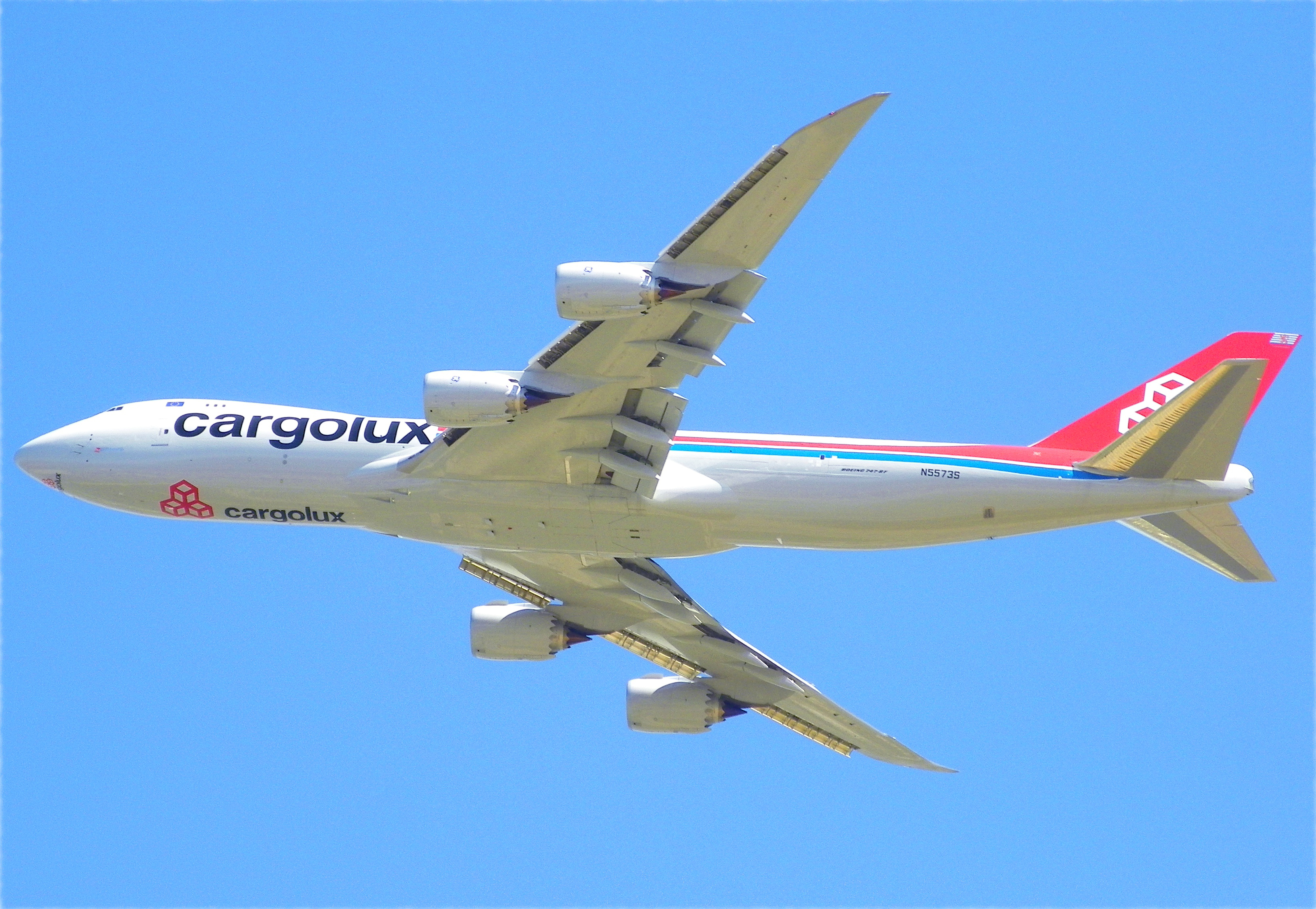
Il primo 747-8F di Cargolux vola sopra Fresno, California

Alla fine di giugno 2010 i tre 7478F che componevano il programma di test di volo avevano volato per un totale di più di 500 ore e avevano completato i test ad alte temperature in Arizona.
Nel giugno 2010 la Boeing riteneva che un quarto 747-8F era necessario per completare le prove di volo. Fu deciso di usare un aereo di seconda produzione, RC503, per condurre test non strumentali o minimamente, come il HIRF ed il Water Spray Certifications. L'aereo, nella nuova livrea Cargolux, volò per la prima volta il 23 luglio 2010.
Il 21 agosto 2010 il 747-8F dimostrò le sue capacità decollando dalla pista di Victorville, California, con un carico di 455 860 kg. Il suo peso massimo al decollo (MTOW), secondo progetto, è di 442 253 kg. Il quinto 747-8F entrò nel programma di test con il suo primo volo il 3 febbraio 2011. Il 30 settembre 2010 la Boeing annunciò un ulteriore rinvio con la consegna del primo cargo a Cargolux stimata per la metà del 2011.
La versione passeggeri, il 747-8I, prese il volo per la prima volta sopra Everett, Washington, il 20 marzo 2011. Il secondo 747-8I prese il volo il 26 aprile 2011. A dicembre 2011 tre 747-8I avevano preso parte al programma di test.
Il 747-8F ricevette il suo certificato di tipo congiuntamente dalla Federal Aviation Administration (FAA) e dalla European Aviation Safety Agency (ESEA) il 19 agosto 2011. Le consegne avrebbero dovuto iniziare il 19 settembre 2011. Poi, il 17 settembre 2011, Cargolux annunciò che non avrebbe accettato i primi due 747-8F con consegna programmata il 19 ed il 21 settembre 2011, a causa di questioni contrattuali irrisolte tra le due compagnie riguardanti l'aereo.
Il 25 ottobre 2011 il 747-8I venne spostato al Grantley Adams International Airport alle Barbados per iniziare i test nel clima tropicale dei Caraibi per determinarne gli effetti sul velivolo. Il 787 eseguì test simili alle Barbados la settimana precedente. Un prototipo del 747-8I venne utilizzato per una valutazione dalla Lufthansa nel tardo dicembre 2011 prima della consegna alla fine del 2012. Il 14 dicembre 2011 il 747-8I ricevette il certificato di tipo dalla FAA.
Il 747-8 ha un Quota Count di 2 per il decollo e di 1 per l'atterraggio, ciò gli permette di operare di notte al London Heathrow Airport.

## Tecnica
Il 747-8 è uno sviluppo del Boeing 747 che apporta vantaggi in tecnologia e aerodinamica. Le due varianti del 747-8 presentano una fusoliera più lunga di 5,6 m rispetto al 747-400, portando la lunghezza totale a 76,25 m. Il 747-8 è l'aereo passeggeri più lungo al mondo, oltrepassando l'Airbus A340-600 di 0,91 m. Con un peso massimo al decollo di 442 000 kg, il 747-8 è l'aereo civile o militare più pesante mai costruito negli Stati Uniti.
I principali cambiamenti, rispetto al 747-400, si sono avuti sulle ali, che sono state sottoposte ad una completa revisione progettuale. L'angolo di freccia e la struttura di base non hanno subito cambiamenti per ridurre i costi di sviluppo, ma le ali sono state rese più spesse e profonde, con un'aerodinamica ricalcolata. Il coefficiente di pressione ed il momento flettente sono stati invece cambiati, le nuove ali della variante passeggeri sono infatti in grado di caricare 243 120 L di carburante e quelle della versione cargo 230 630 L. La maggiore apertura alare fa del 747-8 un aereo di categoria F invece di un aereo di categoria E, così come l'Airbus A380. Le nuove ali presentano flap fuoribordo single-slotted e flap entrobordo double-slotted.

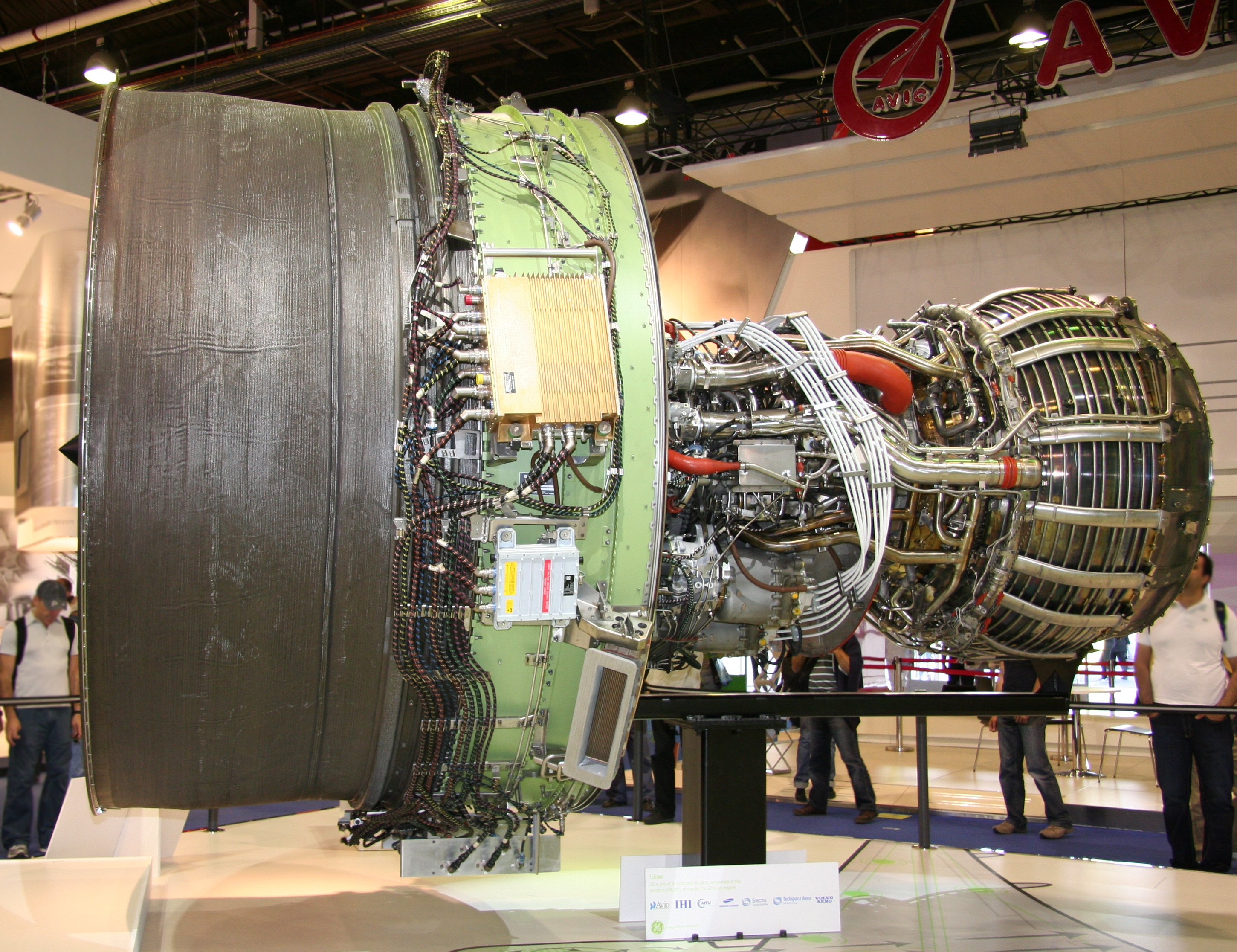
Il General Electric GEnx per il 747-8 e per il 787 in mostra al Paris Air Show nel 2009.

Sulla nuova versione del 747 sono state utilizzate le raked wingtips, come quelle adottate per il 777-200ER, per il 777-300ER e per il 787, al posto delle tradizionali alette d’estremità presenti sul 747-400. La struttura di queste alette permette di ridurre i vortici d’estremità d’ala, diminuendo così le turbolenze di scia e la resistenza, e migliorando così l'efficienza del carburante. Un altro modo per ridurre il peso del mezzo è stata l'introduzione del sistema fly-by-wire per la maggior parte dei controlli laterali.
La capacità extra dei serbatoi nelle nuove ali, rispetto al 747-400, elimina la necessità di modificare significativamente il piano orizzontale di coda per implementarvi dei serbatoi ausiliari riducendo nuovamente i costi.
Il piano verticale del 747-8 è sostanzialmente invariato con un'altezza di 19,35 m. Alcune parti della cellula del 747-8 sono state realizzate in polimeri di fibra di carbonio rinforzata per ridurre il peso del mezzo.
Il 747-8 è disponibile in una sola variante per quanto riguarda il motore, il General Electric GEnx. È una delle due opzioni disponibili per l'impianto motopropulsore del 787. Questo motore è stato adottato per fornire aria compressa ai sistemi aerei convenzionali ed inoltre presenta un piccolo diametro che si adatta all'ala del 747. I test di volo del GEnx 2b sono stati eseguiti montando il motore al posto di quello interno sinistro e sono iniziati nel marzo 2009.

## Impiego operativo

### Entrata in servizio
Dopo aver risolto le questioni contrattuali, la Boeing consegnò il primo 747-8F a Cargolux ad Everett, Washington, il 21 ottobre 2011. L'aereo poi volò al Seattle-Tacoma International Airport e, prima di prendere il volo per il Lussemburgo, venne caricato.
La Lufthansa ricevette il primo 747-8I il 5 maggio 2012 e iniziò le operazioni di volo con la rotta da Francoforte a Washington il 1º giugno 2012. Voli da Francoforte a Delhi, Bangalore, Chicago e Los Angeles sarebbero dovuti essere aggiunti in seguito. Il 15 settembre 2012 la National Transportation Safety Board richiese che i 747-8 e i 787 dotati di motori GE venissero lasciati a terra fino a che non fossero stati ispezionati a causa di rotture trovate in tre motori GEnx.
Il 27 gennaio 2013 l'intera flotta del 747-8 aveva raggiunto quota di 100 000 ore di volo. La capacità di produzione del 747-8 venne ridotta da 2 aerei al mese ad 1,75 ad aprile 2013 fino a 1,5 aerei al mese ad ottobre 2013.
Il futuro per la variante passeggeri del 747-8 sembra limitato. Il 787 presenta maggiori risparmi operativi rispetto al 747-8, specialmente per ciò che riguarda il carburante, ed inoltre la taglia ridotta del 787 lo rende più adatto ad alcune aerovie, come quelle molto frequentate dove il 787 presenta vantaggi di competitività. La capacità di cargo del 747-8F, considerando la crescita mondiale di domanda per un aereo da trasporto efficiente, garantisce un gran futuro per questa versione.
Il primo febbraio 2023 l'ultimo esemplare prodotto, un 747-8F di Atlas Air con marche N863GT ha lasciato lo stabilimento di Everett. Dopo il decollo l'aereo è tornato a sorvolare la pista per l'ultimo saluto, per poi tracciare nel cielo un disegno visibile ai radar rappresentante la scritta "747" sormontata da una corona. Infatti dopo l'uscita dallo stabilimento di quest'ultimo esemplare, il programma 747 è stato ufficialmente chiuso.

## Versioni

### 747-8 Freighter

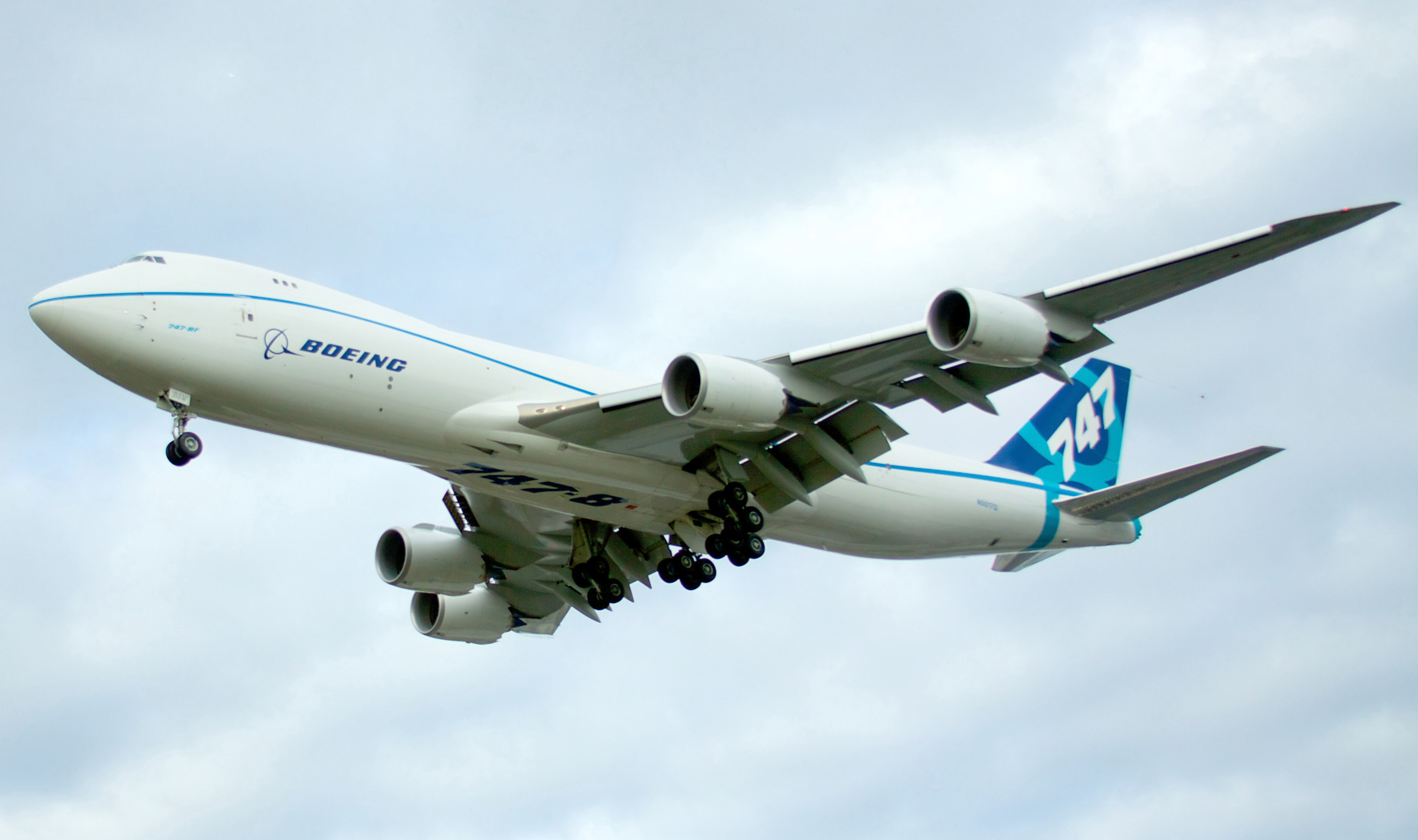
Il 747-8F durante le prove di volo ad Everett, Washington.

Il 747 ha dimostrato di essere un aereo da trasporto molto popolare trasportando circa metà di tutto il carico merci aereo mondiale. Per tenere questa posizione la Boeing ha progettato una variante cargo del 747-8, il 747-8 Freighter o 747-8F. La società lanciò la versione cargo il 14 novembre 2005. Il 747-8F è il primo modello del 747-8 ad entrare in servizio. Così come nel 747-400F il piano superiore è più corto rispetto alla versione passeggeri; il tratto con diametro di 5,5 m inizia appena prima dell'ala e termina appena dopo. Con un peso massimo al decollo di 442 000 kg può portare un carico utile di 140 000 kg con un raggio di 8 130 km. Il 747-8F può caricare, rispetto al suo predecessore, due pallet in più sul ponte superiore e tre su quello inferiore. I costi operativi del 747-8F dovrebbero essere del 16% inferiori del 747-400, aumentando significativamente il raggio.

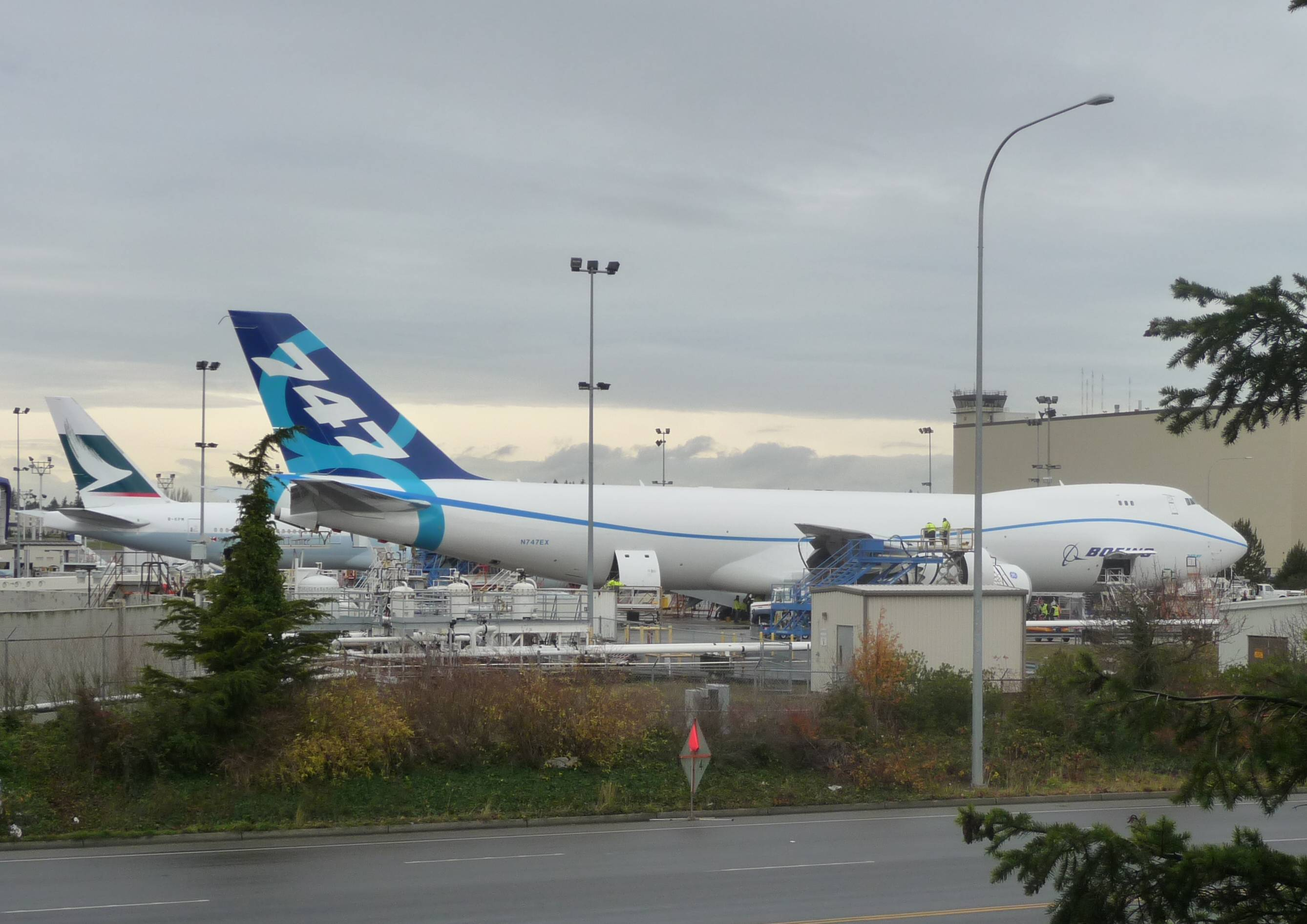
Il primo 747-8 Freighter alla stazione di rifornimento dello stabilimento Boeing di Everett.

Il 747-8F dovrebbe avere più capacità di carico utile del 747-400ERF, ma meno raggio. Quando la Boeing lanciò il 747-400ERF, tutti i 16 000 kg in più rispetto al peso massimo al decollo del 747-400F, di 397 000 kg, consentirono di creare un aereo con più raggio e stesso peso massimo all'atterraggio del 747-400F. I vettori cargo trasportano spesso macchinari o carichi indivisibili che richiedono maggiore carico utile e maggiori capacità di atterraggio. Come consueto con gli aerei cargo, il raggio viene dato insieme al carico utile massimo, non insieme al carburante massimo. I 29 000 kg in più di peso massimo al decollo del 747-8F rispetto al 747-400ERF, sono stai dati esclusivamente al suo massimo peso al netto di carburante o alla capacità di carico utile. Se un 747-8F decolla con il massimo del carico utile, i suoi serbatoi non saranno completamente pieni. Nelle tratte in cui il carico utile non è massimo, il velivolo può caricare più carburante ed aumentare il raggio.
Cargolux e Nippon Cargo Airlines furono i primi clienti del 747-8F e piazzarono i loro ordini a novembre 2005. La configurazione del velivolo fu finalizzata nel mese di ottobre 2006. L'assemblaggio principale dell'aereo iniziò l'8 agosto 2008 ed il primo aereo lasciò lo stabilimento Boeing di Everett il 12 novembre 2009. Il primo aereo completo fu consegnato a Cargolux il 12 ottobre 2011. L'attività della Nippon Cargo Airlines soffre di un mercato lento e molti dei suoi nuovi 747-8F, invece di trasportare merci, sono parcheggiati nel deserto dell'Arizona.

### 747-8 Intercontinental

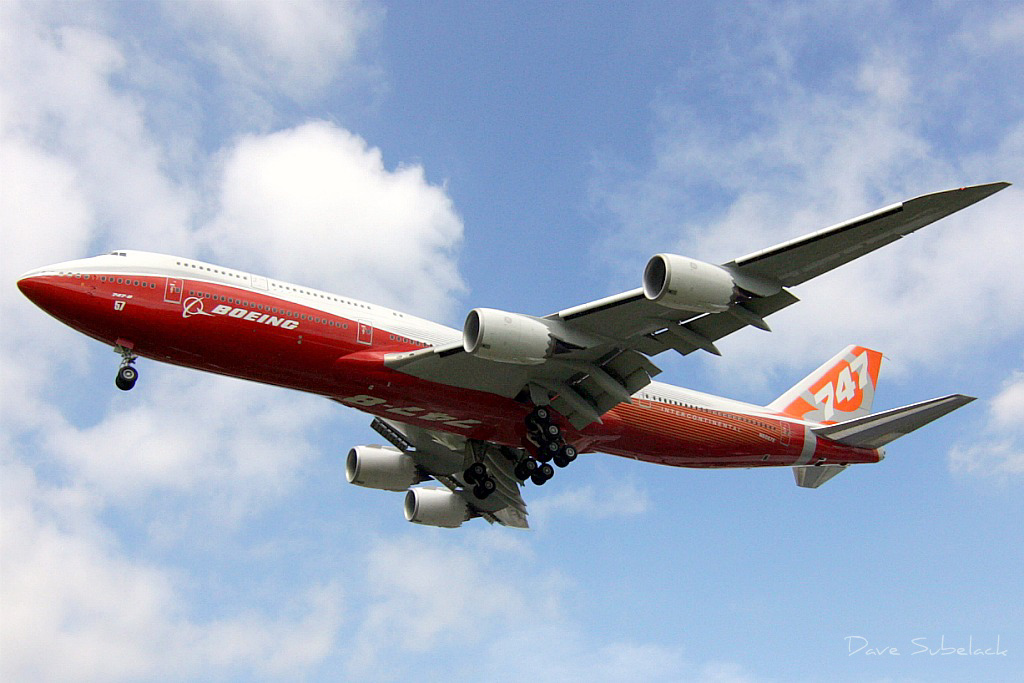
Il prototitpo del 747-8I durante le prove di volo.

La variante passeggeri del 747-8, il 747-8 Intercontinental o 747-8I, è stata formalmente lanciata dalla Boeing il 14 novembre 2005. Può trasportare fino a 467 passeggeri (nella configurazione a tre classi) per quasi 15 000 km a Mach 0.855. Il 747-8I, con il 26% di volume cargo aggiunto, può caricare 51 passeggeri e due pallet in più rispetto al 747-400. Nonostante i piani iniziali prevedessero che il 747-8F sarebbe stato più corto del 747-8I, per rendere più facile le modifiche del 747-8I per renderlo un cargo, venne scelto di impostarli alla stessa lunghezza. Il ponte superiore è invece più lungo sul 747-8I piuttosto che sul 747-8F. Le nuove tecnologie dell'apparato motopropulsore e le modifiche aerodinamiche hanno reso possibile un'estensione del raggio. La Boeing ha dichiarato che, rispetto al 747-400, il 747-8I dovrebbe essere 30% più silenzioso, 16% più efficiente e 13% di costi in meno per posto/chilometro con costi totali del viaggio essenzialmente uguali.

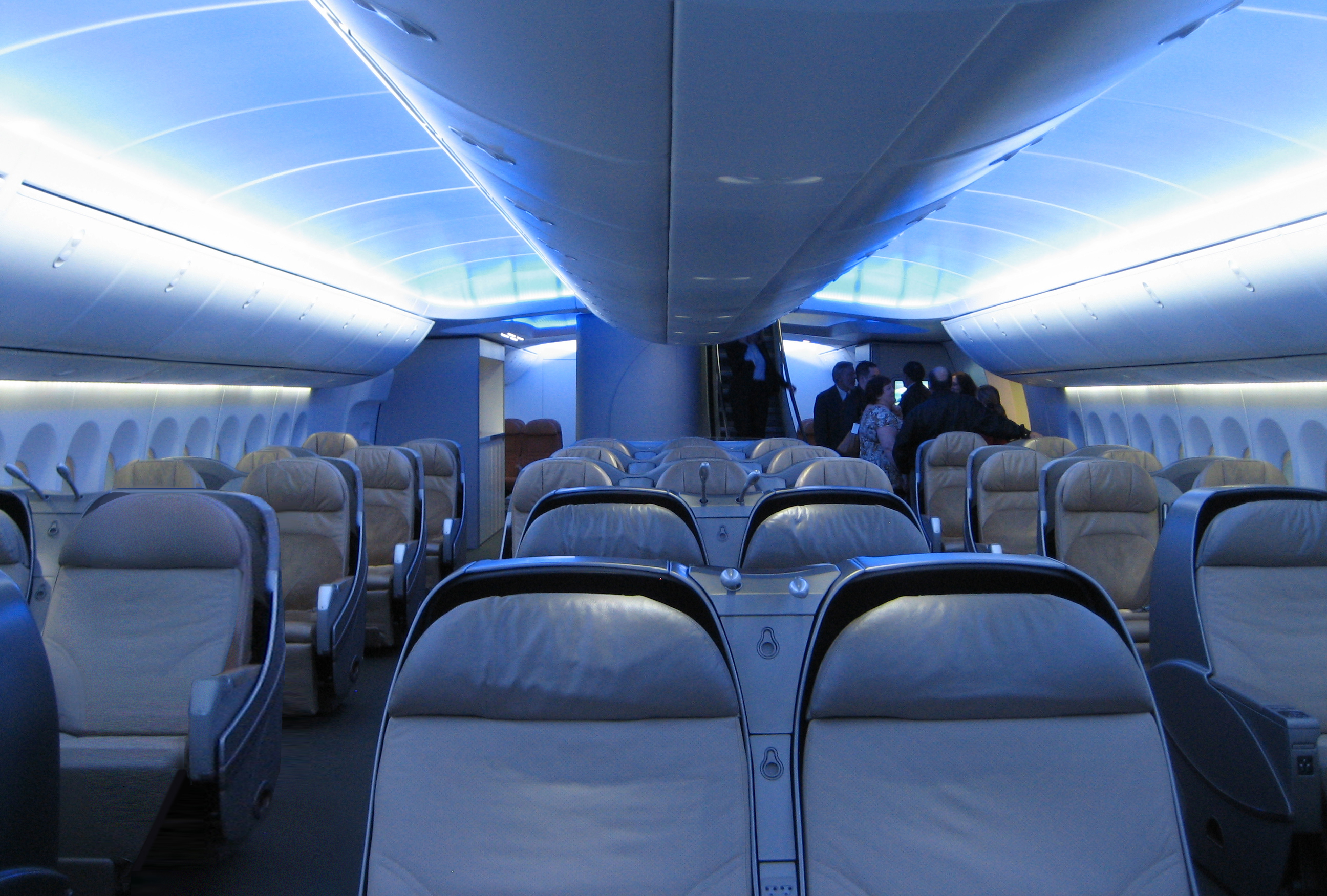
Posti a sedere del ponte principale del 747-8I.

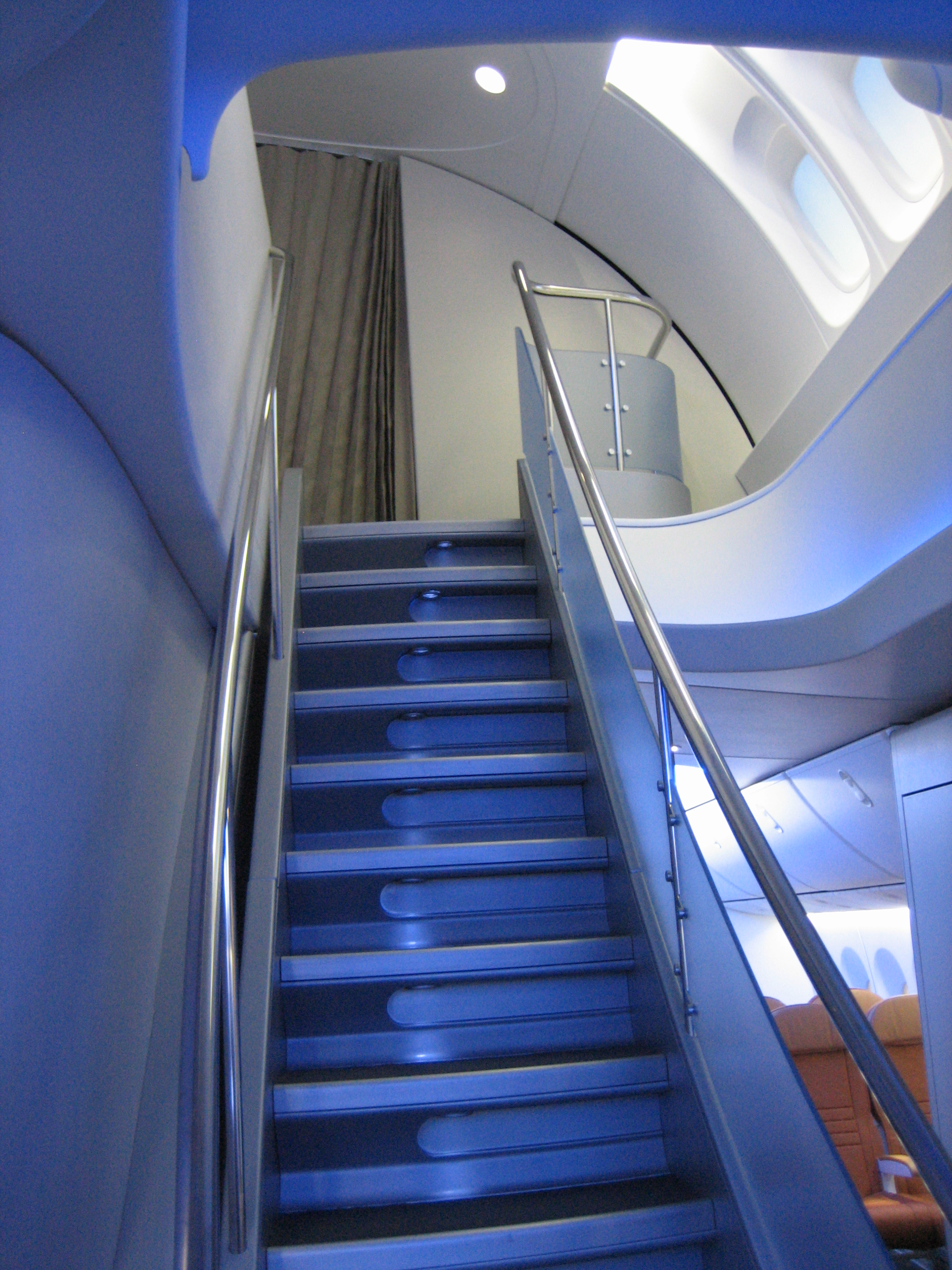
La scala del ponte superiore.

Per il 747-8I la Boeing ha proposto alcuni cambiamenti alla disposizione interna dell'aereo. I più rilevanti sono le scale curve per il ponte superiore e l'entrata principale più spaziosa. Per la cabina del 747-8I sono stati scelti degli interni simili a quelli del 787. Le cappelliere invece sono curve, come quelle del 777. Anche i finestrini sono della stessa misura di quelli del 777, che sono 8% più lunghi di quelli del 747-400. Gli impianti d'illuminazione del 747-8I sono al LED per creare un ambiente con luci d'atmosfera. La tecnologia LED offre inoltre maggiore affidabilità e minori costi di manutenzione.
È stato inoltre proposto di installare dei servizi di accessibilità in cabina nello spazio sopra la cabina passeggeri, precedentemente occupato dai condotti dell'aria condizionata e dal cablaggio. Il cablaggio ed i condotti sono stati spostati sui lati per creare spazio extra che non sarà dotato di finestrini. Lo spazio aggiunto potrà essere usato per le cucine e per aree di riposo per l'equipaggio, o liberando spazio per ulteriori posti a sedere.
Durante la prima fase di commercializzazione del 747-8 la Boeing propose anche la creazione degli “SkyLoft”, delle aree riservate ai passeggeri per generare ulteriore reddito. Questo servizio includerebbe le “SkySuites”, dei piccoli scomparti individuali con porte scorrevoli o tende che fornirebbero al passeggero letti, posti a sedere e materiale per l'intrattenimento o per gli affari. Sul 747-8I sarebbe anche potuto essere creato un salotto comune. La Boeing ha anche proposto la creazione di cuccette più piccole e modeste chiamate “SkyBunks”. L'accesso all'area superiore, dove si trovano le SkySuites e gli SkyBunks, sarebbe avvenuta attraverso una scala separata sul retro del velivolo. I passeggeri che avrebbero scelto le SkySuites, vendute ad un prezzo premium, si sarebbero seduti in classe economica durante il decollo e l'atterraggio, e sarebbero potuti accedere alle SkySuites durante il volo. Tuttavia, studi sulla fattibilità dei prezzi avrebbero trovato il concept degli SkyLoft difficile da attuare. Nel 2007 la Boeing abbandonò il progetto degli SkyLoft a favore di aree di immagazzinamento sul ponte superiore, che sono state preferite dalle compagnie aeree. L'allestimento di aree di riposo rimane un'opzione per la versione VIP. Il primo BBJ 747-8 con l'opzione AeroLoft è stato prodotto nel 2012.
Il primo ordine per il 747-8 Intercontinental è stato piazzato da un cliente VIP riservato nel maggio 2006. La prima compagnia aerea ad aver piazzato ordini per il 747-8I è stata la Lufthansa il 6 dicembre 2006. Nel dicembre 2009 la Korean Air ha annunciato ordini per cinque 747-8I.

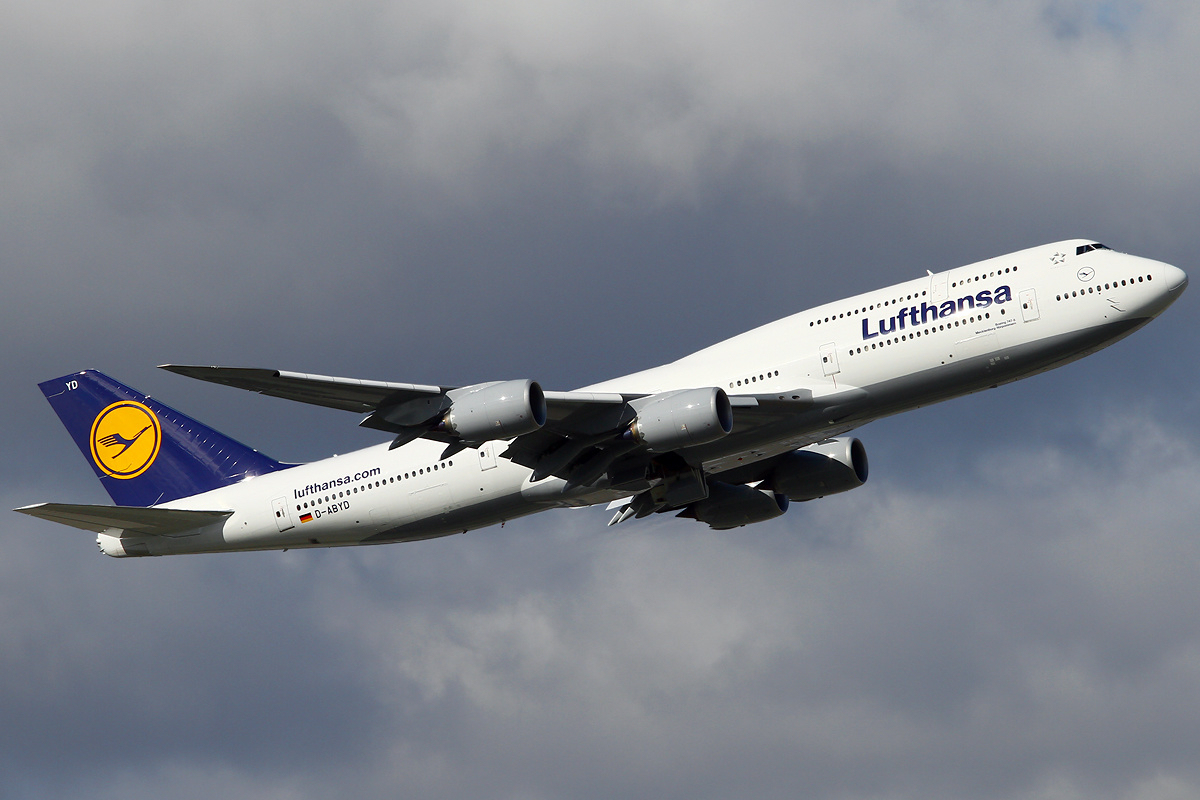
Boeing 747-8 di Lufthansa, cliente di lancio.

L'assemblaggio principale del primo 747-8I inizia l'8 maggio 2010. L'unione finale avvenne il 15 ottobre 2010, leggermente in anticipo rispetto al programma. L'assemblaggio del primo 747-8I venne completato nel febbraio 2011, prima di essere presentato alla cerimonia di rollout ad Everett il 13 febbraio 2011. Allora la Boeing programmò l'inizio delle consegne per il tardo 2011.
Il primo volo del 747-8I ebbe luogo il 20 marzo 2011 da Paine Field ad Everett, Washington. Il secondo avvenne il mese successivo. A seguito del programma di prove di volo, il 747-8I è stato certificato dall'FAA il 14 dicembre 2011. Ad allora le consegne del velivolo erano programmate per la fine del 2012.
Per impedire sventolii aerostatici, i serbatoi situati negli stabilizzatori orizzontali saranno chiusi fino a che non si troverà una soluzione al problema. Ciò ridurrà il raggio dell'aeromobile di 550–930 km. Il 18 dicembre 2012 la Boeing ha annunciato che una serie di nuovi pacchetti di prestazioni consentiranno la riattivazione dei serbatoi di coda a partire da non più tardi dell'inizio del 2014. I 747-8 più vecchi potranno essere aggiornati.

### Sostituzione degli aerei presidenziali
La United States Air Force ha intenzione di aggiornare l'Air Force One rimpiazzando i due Boeing VC-25 (due 747-200B pesantemente modificati) con un aereo più moderno. La Boeing sta studiando una proposta del 747-8 insieme ad una variante del 787. Nel 2010 fonti governative della Corea del Sud hanno indicato che il governo stava considerando di acquistare un 747-8 per il ruolo di aereo presidenziale.

## Dati tecnici

Comparazione tra 4 dei più grandi aerei:
Hughes H-4 Hercules
Antonov An-225
Airbus A380-800
Boeing 747-8

Hughes H-4 Hercules
     Antonov An-225
     Airbus A380-800
     Boeing 747-8
| Dati                                    | 747-8F                      | 747-8I                      |
| --------------------------------------- | --------------------------- | --------------------------- |
| Codice ICAO                             | B748                        | B748                        |
| Codice IATA                             | 74N                         | 74H                         |
| Equipaggio in cabina di pilotaggio      | 2 piloti                    | 2 piloti                    |
| Capacità massima passeggeri             | Cargo                       | 605                         |
| Lunghezza totale                        | 76,25 m                     | 76,25 m                     |
| Diametro massimo cabina                 | 6,07 m                      | 6,07 m                      |
| Diametro massimo fusoliera              | 6,50 m                      | 6,50 m                      |
| Larghezza piano orizzontale             | 22,00 m                     | 22,00 m                     |
| Apertura alare                          | 68,40 m                     | 68,40 m                     |
| Superficie alare                        | 554,0 m²                    | 554,0 m²                    |
| Freccia alare                           | 37,5°                       | 37,5°                       |
| Altezza fusoliera (sulla "gobba")       | 9,87 m                      | 9,84 m                      |
| Altezza totale                          | 19,56 m                     | 19,51 m                     |
| Passo                                   | 28,13 m (WLG) 31,20 m (BLG) | 28,13 m (WLG) 31,20 m (BLG) |
| Peso operativo a vuoto (OEW)            | 197 131 kg                  | 220 128 kg                  |
| Peso massimo senza carburante (MZFW)    | 329 762 kg                  | 295 289 kg                  |
| Peso massimo durante il rullaggio (MTW) | 449 056 kg                  | 449 056 kg                  |
| Peso massimo al decollo (MTOW)          | 447 696 kg                  | 447 696 kg                  |
| Peso massimo all'atterraggio (MLW)      | 346 091 kg                  | 312 072 kg                  |
| Carico utile massimo                    | 132 630 kg                  | 76 067 kg                   |
| Capacità cargo                          | 873,7 m³                    | 180,1 m³                    |
| Capacità massima carburante             | 226 118 L                   | 238 610 L                   |
| Velocità di crociera                    | 0,85 Mach (1 049,58 km/h)   | 0,85 Mach (1 049,58 km/h)   |
| Velocità massima                        | 0,90 Mach (1 111,32 km/h)   | 0,90 Mach (1 111,32 km/h)   |
| Autonomia                               | 4 120 nmi 7 630 km          | 7 730 nmi 14 310 km         |
| Quota di tangenza                       | 42 100 ft 12 832 m          | 43 100 ft 13 137 m          |
| Motori (x4)                             | GEnx-2B67                   | GEnx-2B67                   |
| Spinta (x4)                             | 260-300 kN                  | 260-300 kN                  |

## Utilizzatori
Ad aprile 2025, dei 154 esemplari consegnati 150 sono operativi. Il Boeing 747-8 non è più in produzione, tutti i velivoli ordinati sono stati consegnati.

### Civili
Gli utilizzatori nel settore civile sono:
- UPS Airlines (29 esemplari)
- Lufthansa (19 esemplari)
- Korean Air (16 esemplari)
- Cargolux (14 esemplari)
- Cathay Pacific (14 esemplari in versione cargo)
- AirBridgeCargo Airlines (10 esemplari)
- Atlas Air (9 esemplari)
- Nippon Cargo Airlines (8 esemplari)
- Air China (7 esemplari)
- Polar Air Cargo (5 esemplari)
- Silk Way West Airlines (5 esemplari)
- Air Belgium (2 esemplari)

### Governativi e militari
Gli utilizzatori nel settore governativo/militare sono:
- Governo degli Stati Uniti d'America (2 esemplari)
- Qatar Amiri Flight (2 esemplari)
- Governo del Brunei (1 esemplare)
- Governo della Corea del Sud (1 esemplare)
- Governo dell'Egitto (1 esemplare)
- Governo del Kuwait (1 esemplare)
- Governo del Marocco (1 esemplare)
- Governo della Turchia (1 esemplare)
- Royal Flight of Oman (1 esemplare)